# Ironiezeichen

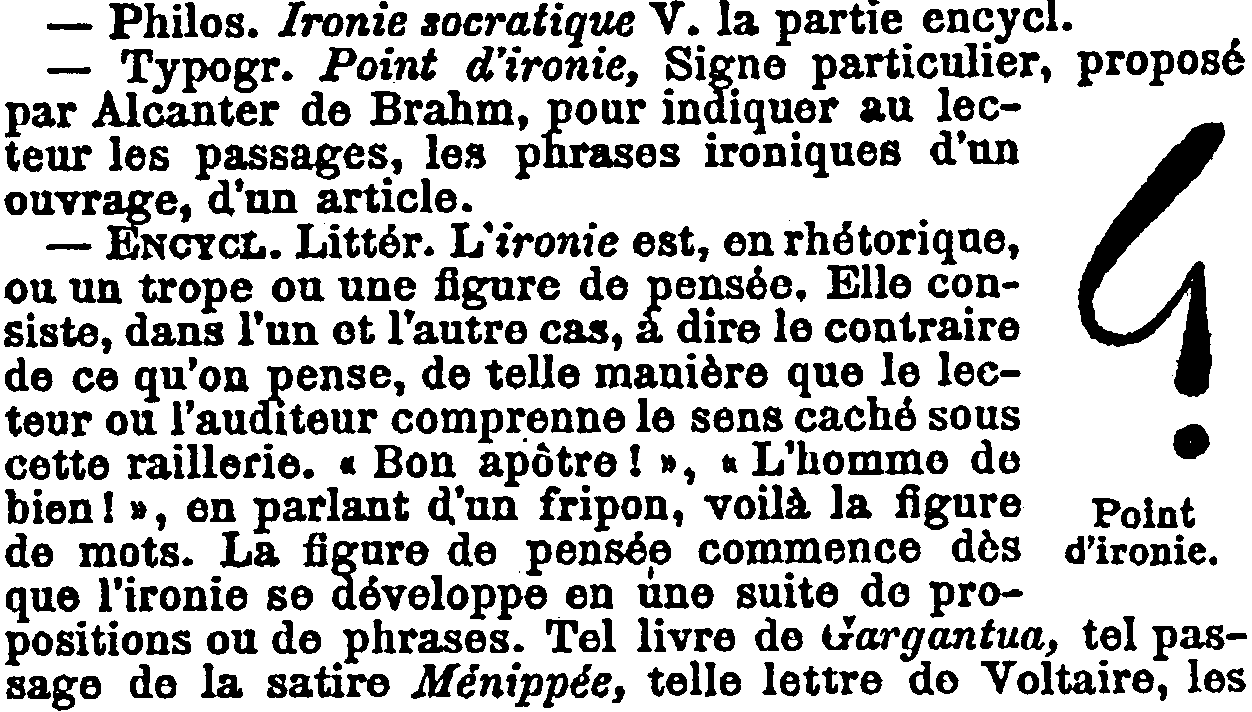
Ironiezeichen in einer französischen Enzyklopädie von 1905

Ironiezeichen sind Satzzeichen, mit dem die ironische Bedeutung eines Satzes oder Satzteiles hervorgehoben werden kann. Eine in Unicode vorhandene, aber selten verwendete Variante ist das spiegelverkehrte Fragezeichen (U+2E2E reversed question mark). Ein solches Satzzeichen wird aufgrund des französischen Ursprungs auch als „point d’ironie“ bezeichnet. In einem weiteren Sinne werden als Ironiezeichen auch Kennzeichnungen von Ironie mit allgemein verfügbaren Typografiezeichen oder Gesten („air quotes“, „in die Luft gemalte Anführungszeichen“) bezeichnet.

## Beispiel
Folgender Satz verwendet das Ironiezeichen, um auszudrücken, dass es keineswegs als erfreulich empfunden wird, sich auf den Finger zu schlagen:

„Jeden zweiten Tag schlage ich mir für ein schlechtes Gehalt mit dem Hammer auf den Finger. Ei! So liebe ich meine Arbeit⸮“

## Geschichte
Das Ironiezeichen wurde 1899 von dem französischen Dichter Alcanter de Brahm (Pseudonym von Marcel Bernhardt) vorgeschlagen. Da es in seiner Originalgestaltung nicht in Unicode verfügbar ist (Stand 2020, Unicode-Version 13), kann es mit dem grob ähnlichen Zeichen U+2E2E reversed question mark (gespiegeltes Fragezeichen) aus dem Unicodeblock Zusätzliche Interpunktion ersatzdargestellt werden, das in Unicode als punctus percontativus (Satzzeichen für rhetorische Fragen in einigen frühneuzeitlichen Drucken) aufgenommen wurde.
Der Vorschlag eines Ironiezeichens wurde etwa siebzig Jahre später im Jahre 1966 von Hervé Bazin in seinem Buch Plumons l’oiseau (dt.: Rupfen wir den Vogel) wieder aufgegriffen, allerdings verwendete er eine andere Form ähnlich dem griechischen Buchstaben Ψ (). Gleichzeitig schlug er fünf weitere Interpunktionszeichen vor: für Zweifel (), Überzeugtheit (), Zustimmung (), Autorität () und Liebe ().
Ein anderes Zeichen (), das Ironie in Schriftstücken zum Ausdruck bringen sollte, wurde Anfang 2007 von der niederländischen Stiftung CPNB (Collectieve Propaganda van het Nederlandse Boek) vorgeschlagen.

Alcanter de Brahm 1899
Unicode-Ersatzzeichen
Hervé Bazin 1966
CPNB-Vorschlag 2007

## Verwendung und Rezeption
Die ursprünglich erdachte Verwendung in Drucksachen geschieht kaum. Dennoch wurde und wird auf das Zeichen immer wieder auch von namhaften Autoren Bezug genommen. So schrieb Kurt Tucholsky unter dem Pseudonym „Peter Panter“ 1925 in der Vossischen Zeitung.

„Ein Franzose hat einmal ein neues Interpunktionszeichen vorgeschlagen: den point d’ironie.“

Christoph Markschies, damaliger Präsident der Berliner Humboldt-Universität, sagte anlässlich der Ehrenpromotion von Marcel Reich-Ranicki:

„Ich muß freilich heute das von Jean Paul und Heinrich Heine geforderte Ausrufzeichen zur Markierung von ironischen Wendungen nicht setzen; Peter Wapnewski, der uns dankenswerterweise die Laudatio halten wird, und Marcel Reich-Ranicki selbst sind solche Meister der Ironie, sind ein Gestalt gewordener point d’ironie.“

Weitere Referenzen auf Ironiezeichen sind in Jean Mérons Aufsatz über Typographie En question: la grammaire typographique. Étude critique (1998) zusammengestellt.
Der Rapper Prezident bildet auf dem Cover seines 2018 erschienenen Albums Du hast mich schon verstanden großflächig ein spiegelverkehrtes Fragezeichen ab.

## Kritik
Kritisiert wird, dass die Verwendung von Ironiezeichen dem Ironischen gerade die Ironie entziehe, die ja darin läge, die wahre Bedeutung der Aussage offen zu lassen. Das Ironiezeichen löse die Dissonanz zwischen Aussage und Bedeutung vorzeitig auf und konterkariere dadurch den spöttelnden Aspekt. Zudem wird kritisiert, dass auch die Verwendung von Ironiezeichen zu Missverständnissen führen kann, insbesondere, wenn diese inflationär erfolgt und unterschiedlich gebraucht wird.

## Andere Ironiekennzeichnungen in Texten
Andere Ironiekennzeichnungen werden nahezu ausschließlich im Internet, in Sozialen Medien, Foren und Chats verwendet. Teils wird das ironisch Gemeinte von zwei Zeichen, sogenannten Ironie-Tags, <ironie> und </ironie> (angelehnt an den SGML-Stil), umschlossen, teils schließt man es mit einem Emoticon, etwa einem zwinkernden Smiley ;-), ab. In sozialen Netzwerken werden auch !!!11!!! oder ähnliche Zeichenfolgen verwendet. Einzelne Wörter können durch Nachstellung eines Trademark-Zeichens ™ oder der Zeichenfolge „[TM]“ eine spezifische ironisch abgewandelte Bedeutung erhalten, beispielsweise: „früher™, als noch alles besser war“.
Auf Twitter und anderswo wird gelegentlich die Formulierung „Ironie off“ am Ende einer ironisch gemeinten Aussage verwendet.
Insbesondere auf Reddit hat sich das Anhängen von „/s“ an ironisch bzw. sarkastisch gemeinte Aussagen etabliert, oft auch in hochgestellter Form als /s.
In deutschsprachigen Untertiteln englischsprachiger Filme findet sich seit 2006 gelegentlich das in Klammern gesetzte Ausrufezeichen als Ironiekennzeichnung. So findet sich in den Untertiteln der Serie Danger Man beispielsweise der Satz „Da bin ich aber froh(!)“.